# Rivière Machisipi
La rivière Machisipi est un tributaire de la rive sud de la rivière Broadback laquelle coule vers l'ouest jusqu'à la baie de Rupert, située au sud de la baie James. La rivière Machisipi coule dans la municipalité de Waskaganish, dans la région administrative du Nord-du-Québec, au Québec, au Canada.

## Géographie
Les bassins versants voisins de la rivière Machisipi sont :
- Côté nord : rivière Broadback ;
- Côté est : rivière Natouacamisie, rivière Kaminahikuschit ;
- Côté sud : rivière Nottaway ;
- Côté ouest : rivière Lepallier, rivière Nottaway, baie de Rupert.

La rivière Machisipi coule vers le nord-ouest entre les rivières Natouacamisie (côté est) et Lepallier (côté ouest) ; entre les rivières Broadback (côté nord) et Nottaway (côté sud).
La rivière Machisipi prend sa source à 140 m d'altitude dans une zone de marais.
La rivière Machisipi coule généralement en traversant plusieurs zones de marais dont le marais Kamikaschekach. Hormis certains segments comportant des rapides, le cours de la rivière comporte peu de dénivellation, jusqu'à son embouchure situé sur la rive sud de la rivière Broadback, à 20 km au sud-est du village cri de Waskaganish, à 4,8 km en aval de l'embouchure de la rivière Natouacamisie et à 6,5 km en amont de l'embouchure de la rivière Lepallier. Ce cours d'eau s'avère difficile d'accès et peu navigable pour les embarcations de rivière.

## Toponymie
D'origine crie, cet hydronyme signifie "mauvaise rivière" ; ce terme provient de "matsh" en langue "cri", signifiant "mauvais", et "sipi", signifiant "rivière". La signification de ce toponyme caractérise bien la topographie du bassin versant de cette rivière.
Le toponyme rivière Machisipi a été officialisé le 3 février 1983 à la Commission de toponymie du Québec.